# Liste des épisodes de Capitaine Furillo

Cette page présente la liste des épisodes de la série télévisée Capitaine Furillo.

## Première saison (1981)
1. Pilote (Hill Street Station)
2. La visite (Presidential Fever)
3. Ah ! La politique (Politics As Usual)
4. Le siège (Can World War II Be An Attitude ?)
5. Le crime (Dressed To Kill)
6. L'impasse (Film At Eleven)
7. Le choix (Choice Cut)
8. Haut les cœurs (Up In Arms)
9. Le genre humain (Your Kind, My Kind, Human Kind)
10. L'Appât (Gatorbait)
11. La vie, la mort, etc. (Life, Death, Eternity, Etc.)
12. Je n'ai rien promis (I Never Promised You a Rose, Marvin)
13. Une main en or (Fecund Hand Rose)
14. Le Printemps (Rites of Spring) (Partie 1/2).
15. Le Printemps (Rites of Spring) (Partie 2/2).
16. La Jungle (Jungle Madness) (Partie 1/2).
17. La Jungle (Jungle Madness) (Partie 2/2).

## Deuxième saison (1981-1982)
1. Réflexion (Hearts and Minds)
2. Du sale argent (Blood Money)
3. Le dernier Blanc (The Last White Man on East Ferry Avenue)
4. Quelle profession ! (The Second Oldest Profession)
5. L'arbre empoisonné (Fruits of the Poisonous Tree)
6. La rue (Cranky Streets)
7. Morceau de choix (Chipped Beef)
8. Le monde libre (The World According to Freedom)
9. La vengeance (Pestolozzi’s Revenge)
10. L'espion (The Spy Who Came In From Delgado)
11. La liberté (Freedom’s Last Stand)
12. Une souris et un homme (Of Mouse and Man)
13. La loi a toujours raison (Zen and the Art of Law Enforcement)
14. Jeunes et beaux (The Young, The Beautiful And The Degraded)
15. Certains l'aiment tiède (Some Like It Hot-Wired)
16. Ennemi personnel (Personal Foul)
17. Tir à vue (Shooter)
18. L'invasion (Invasion of the Third World Body Snatchers)

## Troisième saison (1982-1983)
1. La fureur de vaincre (Trial By Fury)
2. La vache enragée (Domestic Beef)
3. Les résidus (Heat Rash)
4. Frayeur en tout genre (Rain Of Terror)
5. L'officier à l'honneur (Officer of the Year)
6. Il faut savoir tout faire (Stan The Man)
7. On n'y voit que du bleu (Little Boil Blue)
8. Réquiem (Requiem For A Hairbag)
9. Quelle chance (A Hair of the Dog)
10. Le Fantôme (The Phantom of the Hill)
11. Personne n'est parfait (No Body’s Perfect)
12. Le père noël (Santaclaustrophobia)
13. La grande explication (Gun Ho)
14. La Lune (Moon Over Uranus)
15. Les Séquelles (Moon Over Uranus : The Sequel)
16. L'Héritage (Moon Over Uranus : The Final Legacy)
17. Au travail les filles ! (The Belles of St-Mary’s)
18. La vie est bien difficile (Life in the Minors)
19. La contre-attaque (Eugene’s Comedy Strikes Back)
20. Plein feu sur Rico (Spotlight on Rico)
21. Un peu de cœur (Buddy, Can You Spare a Heart)
22. Quand ça tourne mal (A Hill of Beans)

## Quatrième saison (1983-1984)
1. Ça c’est le grand amour (Here’s Adventure, Here’s Romance)
2. Montaigus et Capulets (Ba-Bing, Ba-Bing)
3. Le bras de la justice (The Long Law of the Arm)
4. La vengeance de Kiki (Death By Kiki)
5. Il était une fois (Doris In Wonderland)
6. Un cambrioleur courtois (Praise Dilaudid)
7. Adieu monsieur Scripps (Goodbye Mr Scripps)
8. À mi-chemin de rien (Midway To What?)
9. Jeu de l'oie (Honk If You’re a Goose)
10. Ils arrivent (The Russians Are Coming)
11. Les rats n'aiment pas la musique (Ratman and Bobbin)
12. Béni soit Nichols (Nichols From Heaven)
13. Et ta sœur ! (Fuchs Me  ? Fuchs You  !)
14. La mort du sergent (Grace Under Pressure)
15. Solitude, solitude (The Other Side of Oneness)
16. Des cendres dans la rue (Parting Is Such Sweep Sorrow)
17. La fin de Logan (The End of Logan's Run)
18. La Patrouille démontée (The Count Of Monty Tasco)
19. Un bon père de famille (Nutcracker Suite)
20. Vidéo poker (Hair Apparent)
21. Jeu dangereux (Lucky Ducks)
22. Évasion ratée (Eva’s Brawn)

## Cinquième saison (1984-1985)
1. Canicule (Mayo, Hold The Pickle)
2. L'exécution (Watt A Way To Go)
3. Les bleus (Rookie Nookie)
4. Coup de foudre (Fowl Play)
5. Bon appétit (Bangladesh Slowly)
6. La fuite (Ewe And Me, Babe)
7. Un meurtrier précoce (Blues For Mr. Green)
8. Las Vegas (Fuched Again)
9. Coup bas (Low Blow)
10. La mort va bien (The Rise And Fall Of Paul The Wall)
11. Un beau geste (Last Chance Salon)
12. Chères ordures (Intestinale Fortitude)
13. Poubelles humaines (Of Human Garbage)
14. A pleine bouche (Dr. Hoof-And-Mouth)
15. D'une pierre deux coups (Davenport In A Storm)
16. Une plaisanterie de mauvais goût (Washington Deceased)
17. Trafic d'armes (Passage to Lybia)
18. Les quatre vérités (El Capitan)
19. L'enfant mort-né (The Life and Time of Domenic Florio, Jr.)
20. Mort d'un clochard (G. Q.)
21. Reine d'un jour (Queen For a Day)
22. Analyses (You’re In Alice’s)
23. L'ours en plus (Grin And Bear It)

## Sixième saison (1985-1986)
1. Une nuit agitée (Blues in the Night)
2. Mise en pièces (Hacked to Pieces)
3. La fin de Garibaldi (Seoul on Ice)
4. Voyage inconfortable (In the Belly of the Bus)
5. L'émule de Rambo (Somewhere over the Rambo)
6. Oh ! Les enfants (Oh, you Kid)
7. Gemmes et jumeaux (An Oy for an Oy)
8. Panique dans la rue (Fathers and Huns)
9. A quoi servent les amis ? (What are Friends For ?)
10. La vierge et la dinde de Noël (The Virgin and the Turkey)
11. Un revolver de trop (Two Easy Pieces)
12. La vérité, rien que la vérité (Say it as it Plays)
13. Ah bon, c'est la guerre (Das Blues)
14. Les échelons de la justice (Scales of Justice)
15. Je veux mon Hill Street blues (I want my Hill Street Blues)
16. Souvenirs (Remembrance of Hits Past)
17. Renko est sur le coup (Larry of Arabia)
18. L'après Coffey (Iced Coffey)
19. Mariage exotique (Jagga the Hunt)
20. Samouraï (Look Homeward, Ninja)
21. Climat pré-électoral (Slum Enchanted Evening)
22. Une capture spectaculaire (Come and Get It)

## Septième saison (1986-1987)
1. La valise (Suitcase)
2. Conséquence d'une grève (A Case of Klapp)
3. La meilleure défense (The Best Defense)
4. Ambitions (Bald Ambition)
5. A genoux (I come on my Knees)
6. Sale temps pour oncle John (Say Uncle)
7. Surprenante Grace (Amazing Grace)
8. L'ange déchu (Falling from Grace)
9. Rêves et cauchemars (Fathers and Guns)
10. Les écorchés vifs (More skinned Against than Skinning)
11. Jolie mais maladroite (She's so Fein)
12. Un week-end de chien (Wasted Week-end)
13. Ambiance malsaine (City of Refuse)
14. De quoi avoir le cafard (Der Roachenkavalier)
15. Heures supplémentaires (Norman Conquest)
16. Erreur de numéro (Sorry, Wrong Number)
17. Des gâteaux indigestes (The Cookie Crumbles)
18. Une journée difficile (Dogbreath Afternoon)
19. Les flagrants délires (Days of Swine and Roses)
20. Le champion égaré (The Runner Falls on his Kisser)
21. Une livre de chair (A Pound of Flesh)
22. Ce n'est jamais fini avant la mort / Au revoir Capitaine Furillo (It Ain't Over till it's Over)